# Fascellina dacoda
Fascellina dacoda là một loài bướm đêm trong họ Geometridae.